# Isola di Capicciolu
L'isola di Capicciolu è un'isola del mar Tirreno situata a ridosso dell'isola della Presa, nella Sardegna nord-orientale.

Appartiene amministrativamente al comune di La Maddalena e si trova all'interno del parco nazionale dell'Arcipelago di La Maddalena.